# Wonosari UPT Vii Pr I
Wonosari UPT Vii Pr I is een bestuurslaag in het regentschap Banyuasin van de provincie Zuid-Sumatra, Indonesië. Wonosari UPT Vii Pr I telt 793 inwoners (volkstelling 2010).